# Duits voetbalkampioenschap 1921/22
1921/22 was het vijftiende Duitse voetbalkampioenschap ingericht door de DFB en tot op heden omstreden. De meeste bronnen geven geen kampioen aan voor dit seizoen en sommige Hamburger SV.
De finale was tussen titelverdediger Nürnberg en HSV, de nieuwe voetbalmacht uit het noorden. De eerste wedstrijd van de finale eindigde op 2-2 na drie uur en negen minuten toen de wedstrijd gestaakt werd door invallende duisternis. In de replay, zeven weken later, stond het na de reguliere speeltijd 1-1 gelijk. Nürnberg speelde nog maar met acht man (één rode kaart en twee blessures). Toen in de eerste verlenging een tweede speler van het veld gestuurd werd en Nürnberg nog maar met zeven was floot scheidsrechter Peco Bauwens de wedstrijd na de eerste verlenging af. Volgens de regel mocht er geen tweede verlenging meer komen als één partij nog maar zeven spelers telde.
In november reikte de DFB de titel uit aan HSV die ze uiteindelijk weigerde. Tot op heden houdt de club vol dat het dat deed op aandringen van de bond maar de werkelijke achtergrond zal voor altijd onbekend blijven.
Het seizoen bleef niet gespaard van andere schandalen. Titania Stettin nam deel namens de Baltische bond maar die titel ging uiteindelijk naar VfB Königsberg

## Deelnemers aan de eindronde
| Club                         | Gekwalificeerd als               |
| ---------------------------- | -------------------------------- |
| FC Titania Stettin           | Vicekampioen Noordoost-Duitsland |
| FC Viktoria Forst            | Kampioen Zuidoost-Duitsland      |
| SV Norden-Nordwest 98 Berlin | Kampioen Berlijn-Brandenburg     |
| SpVgg 1899 Leipzig-Lindenau  | Kampioen Midden-Duitsland        |
| Hamburger SV                 | Kampioen Noord-Duitsland         |
| TG Arminia Bielefeld         | Kampioen West-Duitsland          |
| FC Wacker München            | Kampioen Zuid-Duitsland          |
| 1. FC Nürnberg               | Titelverdediger                  |

## Eindronde

### Kwartfinale
| Datum       | Teams                        | Teams | Teams                | Uitslag   | Stadion                         |
| 21 mei 1922 | SpVgg 1899 Leipzig-Lindenau  | –     | 1. FC Nürnberg       | 0:3 (0:0) | Halle (Saale), Platz des VfL 96 |
| 21 mei 1922 | SV Norden-Nordwest 98 Berlin | –     | FC Viktoria Forst    | 1:0 (0:0) | Berlijn, Platz des BFC Viktoria |
| 21 mei 1922 | Hamburger SV                 | –     | FC Titania Stettin   | 5:0 (3:0) | Hamburg, Sportplatz Hoheluft    |
| 21 mei 1922 | FC Wacker München            | –     | TG Arminia Bielefeld | 5:0 (3:0) | Karlsruhe, Platz des KfV        |

### Halve finale
| Datum       | Teams          | Teams | Teams                        | Uitslag   | Stadion                              |
| 4 juni 1922 | 1. FC Nürnberg | –     | SV Norden-Nordwest 98 Berlin | 1:0 (1:0) | Fürth, Ronhof                        |
| 4 juni 1922 | Hamburger SV   | –     | FC Wacker München            | 4:0 (2:0) | Frankfurt am Main, Riederwaldstadion |

### Finale
| Datum          | Teams        | Teams | Teams          | Uitslag             | Stadion                  |
| 18 juni 1922   | Hamburger SV | –     | 1. FC Nürnberg | 2:2 n.v. (1:2, 2:2) | Berlin, Grunewaldstadion |
| 6. August 1922 | Hamburger SV | –     | 1. FC Nürnberg | 1:1 n.v. (0:0, 1:1) | Leipzig, VfB-Stadion     |

Voor 30.000 toeschouwers kwam HSV op voorsprong in de 19de minuut dankzij een doelpunt van Hans Rave. Amper een minuut later maakte Heinrich Träg al de gelijkmaker en tien minuten later zette Luitpold Popp Nürnberg op voorsprong. In de 86ste minuut maakte Hans Flohr de gelijkmaker. In de verlengingen werd niet meer gescoord en in de 189ste minuut werd de wedstrijd gestaak. 
Zeven weken later volgde de replay voor 50.000 toeschouwers in Leipzig. In de 48ste minuut scoorde Heinrich Träg en in de 69ste minuut maakte Karl Schneider gelijk. Er kwamen verlengingen waarin Heinrich Träg van het veld gestuurd werd in de 100ste minuut. In de 18de minuut was ook Willy Böß al van het veld gestuurd. Anton Kugler was gekwetst uitgevallen en Nürnberg stond nog maar met acht man op het veld, nadat ook Popp zich kwetste waren ze nog maar met zeven, waarop de scheidsrechter de wedstrijd volgens de regels beëindigde. 
HSV werd tot kampioen uitgeroepen en op de jaarlijkse bijeenkomst van de DFB werd deze titel nog bevestigd maar later verzaakte HSV aan de titel. Later verklaarde de club dat dit op aandringen van de DFB was is het daadwerkelijke verhaal niet meer bekend.

## Topschutters
|    | Speler         | Club              | Goals                   |
| -- | -------------- | ----------------- | ----------------------- |
| 1. | Hans Semmler   | FC Wacker München | 3 (in één wedstrijd)    |
| 2. | Karl Schneider | Hamburger SV      | 3 (in drie wedstrijden) |
| 3. | Ludwig Breuel  | Hamburger SV      | 3 (in vier wedstrijden) |
| 3. | Otto Harder    | Hamburger SV      | 3 (in vier wedstrijden) |
| 3. | Luitpold Popp  | 1. FC Nürnberg    | 3 (in vier wedstrijden) |
| 3. | Heinrich Träg  | 1. FC Nürnberg    | 3 (in vier wedstrijden) |